# Shining Love
「Shining Love」（シャイニング・ラブ）は、1994年12月にリリースされた中村あゆみの22枚目のシングルである。
規格品番はPODH-1240。

## 解説
- 表題曲はTBS系バラエティ番組『楽珍!スポーツ共和国』のエンディングテーマ。
- 同年8月にリリースしたアルバム『Be Natural』からのリカット曲ではあるが、ジャケットには「ニューアレンジ▶シングルヴァージョン」と表記があり、アルバム版とはアレンジが大幅に異なっている。

## 収録曲
1. Shining Love
  - 作詞／作曲：中村あゆみ／編曲：Walter Cambel
2. I Can't Get You Off My Mind
  - 作詞：許瑛子／作曲：都志見隆／編曲：中村哲
3. Shining Love (カラオケ)

## 楽曲の収録作品
- Shining Love
  - Be Natural <Album Version>

- I Can't Get You Off My Mind
  - Be Natural